# Henk ten Cate
Henk ten Cate (Amsterdam, 9 december 1954) is een  Nederlands voetbaltrainer, acteur en voormalig profvoetballer.

## Loopbaan als voetballer

### Jeugd en Vitesse
Ten Cate kwam ter wereld als zoon van een Nederlandse vader en een Surinaamse moeder. Op elfjarige leeftijd werd hij gescout door Ajax. Daar redde hij het niet tot de senioren, waarna hij ging spelen voor de amateurs van De Volewijckers. In de eerste helft van 1975, op 20-jarige leeftijd, kreeg hij een tweede kans op een profcarrière, toen Vitesse zich voor hem meldde. Bij Vitesse speelde Ten Cate zijn wedstrijden voornamelijk in het tweede elftal of hij was reservespeler bij het eerste. Op 14 maart 1976 debuteerde ten Cate in het eerste elftal van Vitesse, thuis tegen SC Heracles '74 (2-1). Hij verving in dit duel Louis van Tuil. Hij maakte op 21 maart 1976 onder Jan de Bouter zijn basisdebuut, thuis tegen Fortuna SC (1-1). Na twee jaar Vitesse keerde hij na een conflict met trainer Henk Wullems terug naar de amateurs waar hij ging spelen bij het nabijgelegen Rheden in de Zondag Hoofdklasse B. Daar haalde hij het Nederlands amateurvoetbalelftal.

### Go Ahead Eagles
Twee jaar later volgde een derde kans in het betaald voetbal, toen hij een contract tekende bij Go Ahead Eagles, waar hij in het seizoen 1979-1980 debuteerde. Hij groeide bij Go Ahead Eagles uit tot vaste waarde. Hij speelde meestal als rechterspits, maar kon ook als linker- of centrumspits uit de voeten.
In de winter van 1980 toog Ten Cate voor een half jaar naar Canada, waar hij ging spelen bij de Edmonton Drillers, waar Hans Kraay sr. als hoofdtrainer werkzaam was. Onder Kraay sr. ontstond er een ware Nederlandse enclave bij de club met onder andere Jan Goossens, Dwight Lodeweges, Lex Schoenmaker en Hans Kraay jr. Hoewel Ten Cate regelmatig speelde, was zijn verblijf slechts van korte duur. In de zomer van 1980 keerde Ten Cate alweer terug bij Go Ahead Eagles. In november 1980 brak hij tijdens de training zijn been, waardoor hij lang uitgeschakeld was. In het daaropvolgende seizoen werd Ten Cate verhuurd aan Telstar. Hoewel Go Ahead aanvankelijk Ten Cate geen nieuw contract wilde aanbieden, keerde hij uiteindelijk toch terug bij de club.
In december 1983 sloeg het noodlot echter opnieuw toe, toen Ten Cate zijn enkel brak in een wedstrijd tegen Excelsior. Er volgde weer een lange revalidatieperiode, maar Ten Cate kwam nooit meer terug op zijn oude niveau. In maart 1985 ging Ten Cate, na afloop van een wedstrijd tegen Excelsior, op de vuist met tegenstander Eddy Ridderhof. Door tussenkomst van Excelsior-trainer Bert Jacobs werd een massale vechtpartij voorkomen.

### SC Heracles '74
In juli 1985 verlengde Ten Cate zijn contract bij Go Ahead Eagles nog met een jaar, maar het seizoen erop kwam hij, onder trainer Nico van Zoghel, niet meer in aanmerking voor een plaats in het eerste elftal. Hierop vertrok hij in oktober 1985 naar SC Heracles '74, dat eveneens uitkwam in de eredivisie. In maart 1986 was Ten Cate onderwerp van relletje, toen hij weigerde voor een invalbeurt zijn, niet bij het tenue passende, sportbroekje te verwisselen, omdat hij niet in zijn "blote billen" in de dug-out wilde zitten. Hierna werd hij door trainer Gerard Somer weggestuurd. Na een gesprek werd hij weer in genade aangenomen.
Aan het einde van het seizoen werd Ten Cate op 31-jarige leeftijd, in verband met aanhoudende enkelklachten, afgekeurd voor het spelen van betaald voetbal. Dit viel hem erg zwaar. In de zomer van 1986 liet hij zich, samen met oud-ploeggenoot André Oostrom, overschrijven naar de Koninklijke UD in Deventer.

### Zaalvoetbal
Henk ten Cate was naast veldvoetballer, ook een verdienstelijk zaalvoetballer. Op 7 mei 1979 speelde hij 40 minuten mee in een vriendschappelijke interland van het Nederlands zaalvoetbalteam tegen België.

## Loopbaan als trainer
Na zijn loopbaan werd hij assistent van Go Ahead Eagles-trainer Fritz Korbach. In februari 1990 stapte Korbach over naar sc Heerenveen en nam Ten Cate het roer over. Hij wist een periodetitel te winnen en in de nacompetitie miste hij op doelsaldo de zege in poule A, die uitgerekend naar Korbachs Heerenveen ging. Hierna werd Ten Cate weer assistent, Jan Versleijen werd de nieuwe hoofdcoach in Deventer.
Van november 1991 tot medio 1992 viel hij voor de afgekeurde Henk van Brussel in bij SC Heracles '74 in Almelo, maar aan het eind van het seizoen moest hij er toch vertrekken, waarna hij 1 jaar actief was voor hoofdklasser VV Rheden. In 1993 haalde Go Ahead Eagles hem terug als opvolger van de naar De Graafschap vertrokken Versleijen. Zijn eerste jaar was goed, maar toen hij in zijn tweede seizoen halverwege onderin stond met Go Ahead Eagles moest hij vertrekken.
Sparta werd in 1995 zijn volgende club en de "Kasteelbewoners" eindigden in 1996 als zesde in de eredivisie en bovendien werd de bekerfinale behaald.

### Vitesse
In januari 1997 werd bekend dat Vitesse Ten Cate als opvolger van Leo Beenhakker heeft aangesteld. Ten Cate eindigde dit seizoen als 5e en plaatste zich daardoor voor Europees voetbal. Op 21 december 1997 speelde Vitesse de laatste officiële wedstrijd in stadion Nieuw-Monnikenhuize, tegen FC Twente (2–1 winst). Op 25 maart 1998 opende Vitesse haar nieuwe thuisbasis GelreDome, met een met 4–1 gewonnen wedstrijd tegen NAC. In het nieuwe stadion bleef Ten Cate het gedurende seizoen ongeslagen. Uiteindelijk leidde hij de Arnhemmers naar de beste klassering ooit in de Eredivisie. De derde plaats met een recordaantal punten en gemaakte doelpunten. Toch moest Ten Cate vertrekken na dit succesjaar.

### NAC Breda
Ten Cate werkte daarna een klein halfjaar zonder succes bij KFC Uerdingen en was vervolgens wel succesvol bij MTK Boedapest in Hongarije. Daarna streek hij als hoofdtrainer neer bij NAC in Breda, waar hij tot 2003 werkte. Ten Cate haalde in jaargang 03/04 met de Bredase club een Europees ticket, nadat hij met het team als 4e eindigde in de Eredivisie. Met NAC speelde Ten Cate dat jaar tegen Newcastle United FC in de eerste ronde van de UEFA cup.

### FC Barcelona
Tussen 2003 en 2006 was Ten Cate werkzaam bij FC Barcelona als assistent van hoofdtrainer Frank Rijkaard. Met Barcelona werd Ten Cate twee keer landskampioen en won hij, voor de tweede keer in de historie van de club, de UEFA Champions League. Hiermee speelde Ten Cate zich in de kijker van diverse clubs, die in hem een potentiële hoofdtrainer zagen.

### Ajax

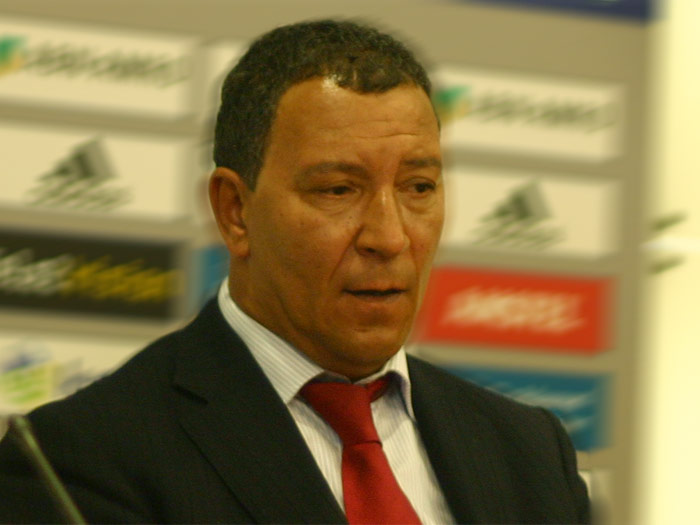
Ten Cate als coach van AFC Ajax.

In 2006 werd bekend dat PSV Ten Cate graag zou willen vastleggen als opvolger van Guus Hiddink, die de club aan het einde van het seizoen zou verlaten. Ten Cate liet weten niet geïnteresseerd te zijn in de avances van de club, omdat hij alleen voor Ajax terug zou keren naar Nederland. Bij Ajax wankelde ondertussen de positie van hoofdcoach Danny Blind. Na diens ontslag, werd Ten Cate direct met de club in verband gebracht. Op 19 mei 2006 werd door het bestuur van het Amsterdamse Ajax bekendgemaakt dat Ten Cate Danny Blind opvolgde als hoofdtrainer van die club, waar hij op 22 mei 2006 werd gepresenteerd. Ten Cate tekende een contract tot 1 juli 2008.
In zijn eerste seizoen (2006/2007) begon Ajax stroef, doordat ze in de voorronde van de Champions League uitgeschakeld werden door FC Kopenhagen. Iedereen had verwacht dat Ajax zou winnen, dus kwam er veel kritiek. Ze wonnen nog wel de Johan Cruijff Schaal door met 3-1 van PSV te winnen. Na de voorronde Champions League ging Ajax beter spelen, ook beter dan de jaren daarvoor, en liep Ten Cate het kampioenschap van Ajax met één doelpunt verschil mis. Via de Play Offs wist Ten Cate zich met Ajax te kwalificeren voor de voorronde Champions League. Zijn tweede prijs als trainer van Ajax was het winnen van de KNVB beker op 6 mei 2007, na een bloedstollende finale tegen AZ, 1-1 na verlenging en 8-7 winst met penalty's. Het kampioenschap, waarvoor Ajax na AZ, de beste papieren voor had, ging op de laatste competitiedag echter verloren aan het PSV van Ronald Koeman. Ajax won weliswaar zijn laatste wedstrijd met 0-2 van Willem II, maar zag PSV op doelsaldo passeren.
Aan het begin van het seizoen 2007 won hij met Ajax de Johan Cruijff Schaal, na een met 1-0 gewonnen duel tegen PSV Eindhoven. Het behalen van het hoofdtoernooi van de Champions League mislukte echter wederom. Thuis verloor Ajax met 0-1 van Slavia Praag en uit waren de Tsjechen met 2-1 te sterk. Ook de groepsfase van de UEFA Cup werd niet bereikt na een pijnlijk verlies tegen Dinamo Zagreb. Dit kwam Ten Cate en voorzitter John Jaakke op veel kritiek te staan van de aanhang van de club, die ontevreden waren over uitschakeling en het slechte rendement van de aankopen Jurgen Colin, Ismael Urzaiz en Laurent Delorge, die allen overigens slechts één seizoen voor de club zouden spelen. Ten Cate werd op 9 oktober 2007 opgevolgd door interim-trainer Adrie Koster, die in de zomer van 2008 vervangen werd door Marco van Basten.

### Chelsea

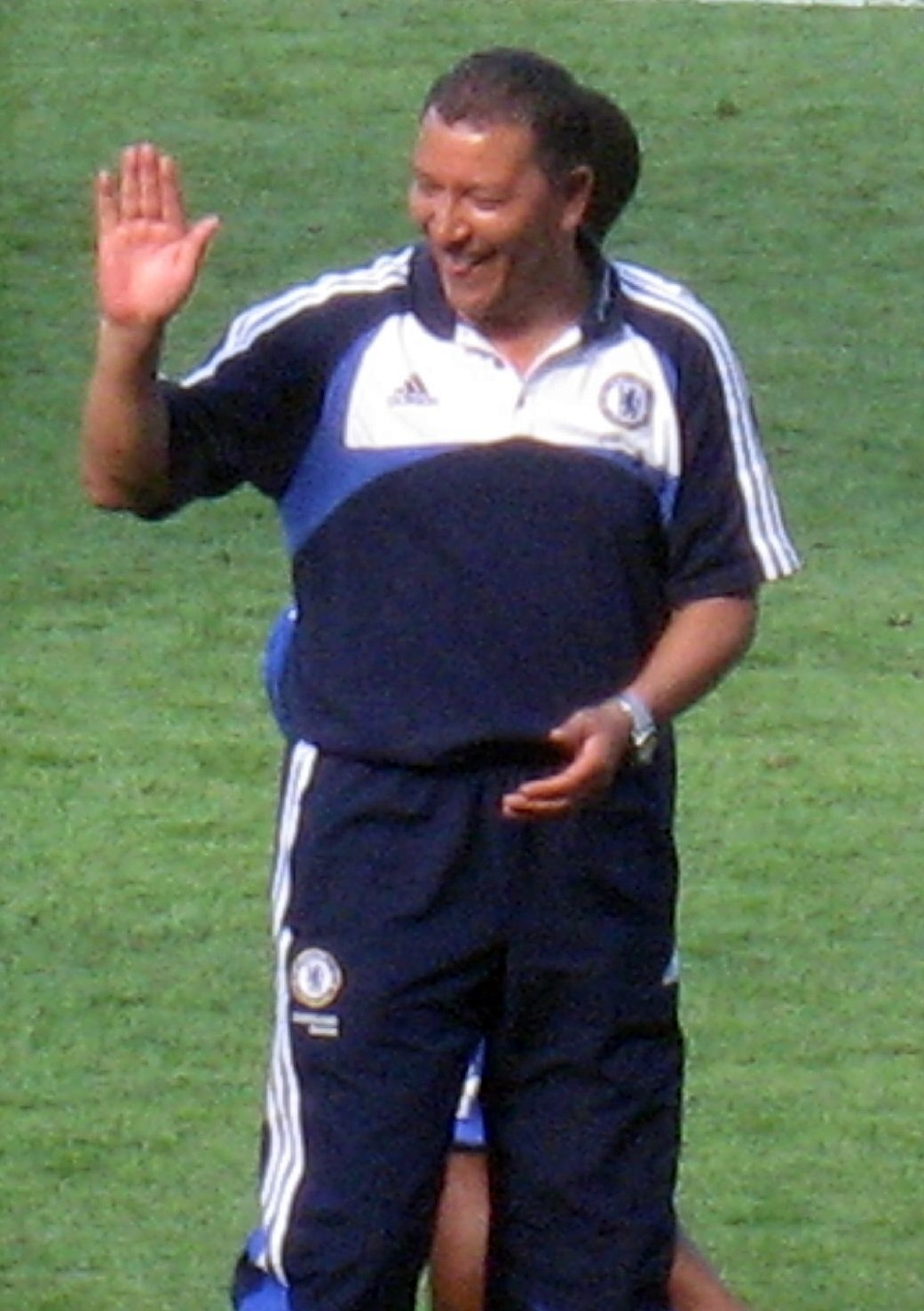
Ten Cate als veldtrainer van Chelsea FC.

Op 4 oktober 2007, de dag van de verloren wedstrijd tegen Dinamo Zagreb, had Ten Cate in Londen een gesprek met Chelsea FC over een mogelijke betrekking als veldtrainer bij de club. Ten Cate, die gecharmeerd was van het aanbod, vroeg Ajax technisch manager Martin van Geel meerdere malen, toestemming de club te verlaten. Van Geel stemde uiteindelijk in, maar toonde zich ongelukkig met het vertrek en hekelde de rol van de Londense club. 8 oktober 2007 werd bekend dat de clubs een overeenkomst hadden bereikt over de overgang van Ten Cate naar Chelsea. Een dag later tekende Ten Cate een contract dat hem voor 3 jaar bond aan de Londense club. Bij Chelsea werd hij assistent van Avram Grant, die hij hiermee tevens in het zadel hield, omdat deze niet de vereiste trainerspapieren bezat. Na het verliezen van de finale van de Champions League werd Grant ontslagen, hiermee kwam ook de positie van Ten Cate op de tocht te staan. Op 29 mei 2008 werd hij ontslagen door Chelsea FC.

### Panathinaikos
Op 5 juni 2008 lekte uit dat Ten Cate zijn trainerscarrière voort zet bij het Griekse Panathinaikos FC, waar hij José Peseiro opvolgde. Ten Cate nam Mike Snoei en Gerard van der Lem mee als assistenttrainers. Met die club werd hij in 2008/09 tweede in de Griekse competitie. Op 8 december 2009 vertrok Ten Cate bij Panathinaikos. Hij werd ontslagen en vertelde later dat hij hier niets van begreep en dat hij het een belachelijk besluit vond van de clubleiding.

### Al-Ahli
Op 6 februari 2010 tekende Ten Cate een contract voor 6 maanden bij Al-Ahli FC uit Dubai. In maart 2010 nam hij alweer ontslag, na een 5-0 nederlaag tegen Al-Sadd in de AFC Champions League. Hij beweerde dat er totaal geen interactie tussen de spelers, staf en hem was.

### Umm-Salal
Henk ten Cate tekende in 2010 een eenjarig contract bij Umm-Salal SC uit Qatar. Hij volgde Gerrard Gili op, die ontslagen werd. Op 7 februari 2011 werd bekend dat Ten Cate ontslagen is bij Umm Salal. Reden voor het vertrek zijn de teleurstellende resultaten en de daarbij tiende plaats op de ranglijst.

### Shandong Luneng Taishan
In januari 2012 ging Ten Cate aan de slag bij Shandong Luneng Taishan uit China. Daar hield hij het slechts negen maanden vol. De op dat moment 57-jarige trainer nam ontslag, omdat hij naar eigen zeggen niet kon aarden in China. Zijn assistenten Mike Snoei en Luc Nijholt stapten ook op.

### Sparta
Van april tot en met augustus 2013 was Ten Cate interim coach van Sparta, als opvolger van de ontslagen Michel Vonk. De club liep in de laatste wedstrijd promotie mis, door in de laatste minuut te verliezen van Roda JC. Twee dagen na dit echec werd Adri Bogers aangesteld als opvolger van Ten Cate.

### Al-Jazira
Op 28 december 2015 werd hij aangesteld als coach van Al-Jazira Club in Abu Dhabi.
In april 2017 was Ten Cate de kandidaat om bondscoach van het Nederlands voetbalelftal te worden. Ten Cate voelde zich gestreeld door de interesse en had naar eigen zeggen veel zin in het avontuur bij Oranje. Na vergaande gesprekken, vroeg de KNVB om toch nog meer bedenktijd waarop Ten Cate zelf besloot de onderhandelingen te beëindigen. In 2017 werd Ten Cate met Al-Jazira Club landskampioen.
In de zomer van 2018 maakte Ten Cate bekend te vertrekken bij Al-Jazira en zijn trainerscarrière op 63-jarige leeftijd te beëindigen om meer tijd te kunnen doorbrengen met zijn familie.

### Al-Wahda en Al-Ittihad
Op 10 december 2018 is hij toch weer als trainer aan de slag gegaan. Dit keer bij Al-Wahda FC, wederom in Abu Dhabi. Hij volgt de Roemeen Laurențiu Reghecampf op. In 2019 werd hij zelf opgevolgd door Maurice Steijn. In november 2019 werd Ten Cate hoofdtrainer van het Saoedische Al-Ittihad, maar werd -na teleurstellende resultaten -  3 maanden later ontslagen. In maart 2021 keerde hij terug als hoofdtrainer bij Al-Wahda. In oktober 2021 werd zijn contract ontbonden.

### Suriname
In mei 2023 is hij aangesteld als assistent-bondscoach van Suriname. Hij werkt dan samen met bondscoach Aron Winter.

## Erelijst
Als trainer
| Competitie           |              |              |              |              |
| Competitie           | Aantal       | Jaren        |              |              |
| MTK Budapest         | MTK Budapest | MTK Budapest | MTK Budapest | MTK Budapest |
| -------------------- | ------------ | ------------ | ------------ | ------------ |
| Magyar Kupa          | 1x           | 1999/00      |              |              |
| Ajax                 |              |              |              |              |
| KNVB beker           | 1x           | 2006/07      |              |              |
| Johan Cruijff Schaal | 1x           | 2006/07      |              |              |
| Al Jazira Club       |              |              |              |              |
| VAE Liga             | 1x           | 2016/17      |              |              |

## Nevenactiviteiten
Sinds de zomer 2013 is hij voetbalanalist bij Sport1 en schuift soms aan bij Studio Voetbal. In oktober 2015 accepteerde hij een functie bij de KNVB, als voorzitter van een werkgroep die zich buigt over het Nederlandse jeugdvoetbal.
In het tweede seizoen van de videoserie Sleepers speelt Henk ten Cate de rol van Jan-Willem, die het hoofd is van een politie-intelligencebureau.

## Trivia
- Henk ten Cate moet niet verward worden met de autocoureur Henk ten Cate, die in het begin van de jaren 80 actief was in de Formule 3.[34]
- Henk ten Cate was acteur in de VPRO serie in Freudesnaam.[35]